# Sociedade Portuguesa de Microbiologia
A Sociedade Portuguesa de Microbiologia (SPM) é uma entidade fundamental para a promoção e desenvolvimento da pesquisa, ensino e aplicações da Microbiologia em Portugal. Compreendendo a natureza inter e transdisciplinar característica da Biologia Moderna, a SPM desempenha um papel crucial ao facilitar a comunicação entre microbiologistas. A sociedade serve como ponto de apoio e encontro para profissionais envolvidos em pesquisa básica e aplicada, assim como aqueles que atuam nas áreas da Saúde, Indústria, Ambiente e Agricultura, além de se dedicar ao ensino da microbiologia em diferentes níveis educacionais.

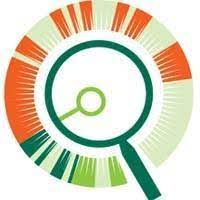
Sociedade Portuguesa de Microbiologia

Como pólo agregador dos microbiologistas nacionais, a SPM procura a internacionalização como meio de assegurar qualidade e desenvolvimento. Através do estabelecimento de parcerias, participação em atividades conjuntas com sociedades científicas estrangeiras e filiação em Federações/Uniões Internacionais, a sociedade fortalece os seus laços com a comunidade científica global, contribuindo para a promoção do conhecimento microbiológico em escala internacional.
A história da SPM remonta à sua constituição legal em dezembro de 1973, e desde então, tem desempenhado um papel ativo nas esferas internacionais. Membro federado da European Microbiological Societies (FEMS)  desde 1974 e filiado na na International Association of Microbiological Societies (IAMS) desde 1979, a SPM mantém uma presença sólida na comunidade microbiológica internacional como membro filiado da da International Union of Microbiological Societies (IUMS) desde 1982. Adicionalmente, a sociedade integrou a Associación Latina-americana de Microbiologia (ALAM)  em 2009 e a ESCMID em 2017.
Contando com 318 sócios em janeiro de 2020, a SPM está empenhada em atrair mais pesquisadores e profissionais ativos nos diversos setores da microbiologia, com especial foco em jovens licenciados, mestres e doutores que estão no início das suas atividades na área. Essa busca por novos membros reflete o compromisso contínuo da sociedade em fortalecer e expandir a sua presença na comunidade científica nacional e internacional.

## História
A história da Sociedade Portuguesa de Microbiologia (SPM) remonta à sua constituição legal em 11 de dezembro de 1973. Inicialmente composta por 100 sócios em dezembro de 1977, a SPM experimentou um crescimento significativo ao longo dos anos. Em 1984, já contava com 130 sócios, número que aumentou para 230 em 2007 e atingiu 336 em 2010. Essa trajetória ascendente evidencia o crescente interesse e envolvimento dos profissionais e pesquisadores na área da microbiologia associados à sociedade ao longo das décadas.
É notável que os primeiros 20 anos da história da SPM não estejam totalmente documentados, devido à perda da maior parte do arquivo da sociedade durante as inundações do Instituto Gulbenkian de Ciência em 1983. No entanto, a partir de 1996, a Sociedade Portuguesa de Microbiologia passou por um processo de revitalização, claramente demonstrado pelo aumento contínuo do número de sócios ao longo dos anos. Esse renascimento da SPM foi acompanhado pela manutenção da periodicidade bienal dos seus congressos nacionais, indicando a consolidação da sociedade como um ponto de encontro e discussão para os microbiologistas em Portugal.
A superação dos desafios relacionados à perda de documentos e a resiliência demonstrada pela SPM ao longo das décadas destacam o papel vital que a sociedade desempenha na promoção da pesquisa e colaboração na área da microbiologia em Portugal. O aumento constante no número de sócios é um testemunho do reconhecimento e apoio contínuo que a SPM recebe da comunidade científica, consolidando assim a sua posição como uma entidade chave para o avanço da microbiologia no país.

## Direção Atual
- Presidente: Jorge Pedrosa (EM/ICVS-UMinho, Braga)
- Vice-Presidente: Miguel Viveiros (IHMT-UNL, Lisboa)
- Vice-Presidente: Célia Manaia (CBQF-UCP, Porto)
- Secretário Geral: Nuno Cerca (CEB-UMinho, Braga)
- Secretário Adjunto: Paula Morais (FCT/DCV-U.Coimbra)
- Tesoureiro: Artur Alves (CESAM-UA, U.Aveiro)[5]